# Strażnica WOP Budoradz

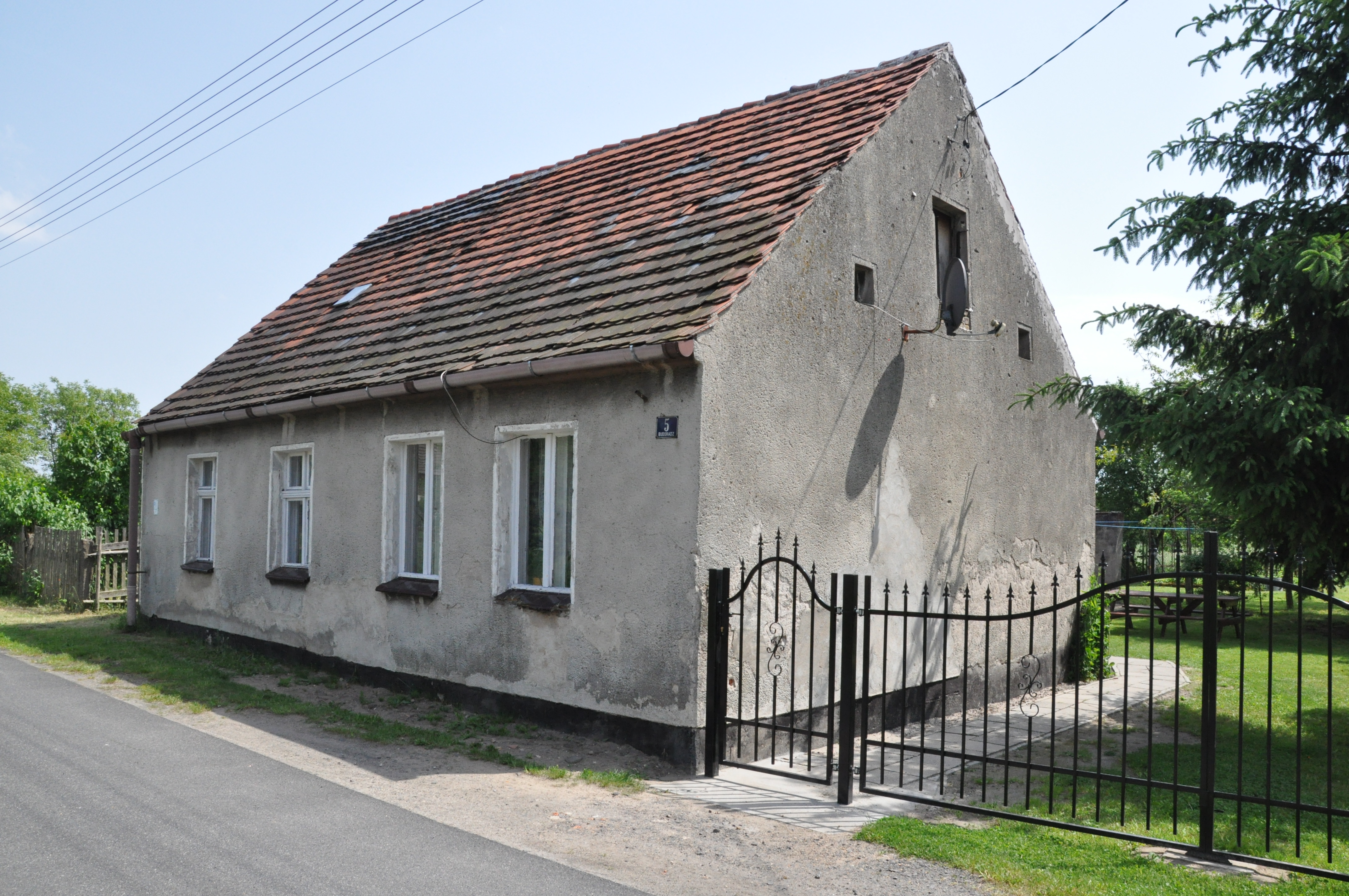
Budynek byłej strażnicy WOP Budoradz (2014 r.)

Strażnica WOP Budoradz/Górki/Sianki – podstawowy pododdział graniczny Wojsk Ochrony Pogranicza pełniący służbę ochronną na granicy polsko-niemieckiej.

## Formowanie i zmiany organizacyjne
Strażnica została sformowana w 1945  w strukturze 7 komenda odcinka jako 33 strażnica WOP (Buderose) o stanie 56 żołnierzy. Kierownictwo strażnicy stanowili: komendant strażnicy, zastępca komendanta do spraw polityczno-wychowawczych i zastępca do spraw zwiadu. Strażnica składała się z dwóch drużyn strzeleckich, drużyny fizylierów, drużyny łączności i gospodarczej. Etat przewidywał także instruktora do tresury psów służbowych oraz instruktora sanitarnego.
W kwietniu 1947  przeniesiono strażnicę nr 33 z Budoradza do Gdańskiego Oddział WOP nr 12 do Górek Zachodnich i podporządkowano 20 komendzie odcinka Sopot jako strażnica IV kategorii.
W dniach 10–12.11.1950  nastąpiło przeniesienie strażnicy nr 33 z Górek Zachodnich do m. Sianki.
Od 15 marca 1954 wprowadzono nową numerację strażnic. Strażnica WOP Sianki II kategorii otrzymała numer 96. 
Jesienią 1956  rozpoczęto numerować strażnice w systemie brygadowym. Podległa bezpośrednio brygadzie strażnica Sianki otrzymała numer 6. 
Latem 1957, po przekazaniu 161 batalionu WOP 15 Brygadzie WOP, zmieniono po raz kolejny numerację strażnic w systemie brygadowym. Strażnica Sianki stała się numerem 12. W 1960, pozostając nadal w systemie brygadowym, odwrócono numerację. Strażnica otrzymała numer 4.
Jesienią 1965  GPK Sianki weszła w podporządkowanie Komendy Wojewódzkiej Milicji Obywatelskiej.

## Ochrona granicy
Strażnice sąsiednie:
- 32 strażnica WOP Gubin ⇔ 34 strażnica WOP Żytowań – w 1946

## Kierownicy/dowódcy strażnicy
| stopień   | imię i nazwisko   | okres pełnienia służby | uwagi               |
| --------- | ----------------- | ---------------------- | ------------------- |
| chorąży   | Władysław Stawski | .1945                  | pełnił obowiązki    |
| porucznik | Leon Nuchmaj      | 10 XI 1945−            | dowódca w Budoradzu |
| porucznik | Piotr Monach      | ?−1948                 | dowódca w 4 B OP    |